# Maxl Graf
Maxl Graf (25 de septiembre de 1933 - 18 de marzo de 1996) fue un actor y cantante de nacionalidad alemana. 

## Biografía
Su nombre completo era Maximilian Reinhold Friedrich Graf, y nació en Múnich, Alemania. Hijo de un ferroviario, se crio en el barrio muniqués de Westend. Siendo adolescente quería conducir locomotoras, pero después se interesó por la actuación. En 1947 fue seleccionado entre otros 750 competidores para actuar en la radio, pudiendo participar junto a Christa Berndl en la serie radiofónica Christa und Maxl, emitida por Radio München. No superó el examen de ingreso en la Escuela de Actuación Otto Falckenberg, pero decidió tomar clases privadas del actor Franz Fröhlich e iniciar su carrera interpretativa. Sus primeras actuaciones tuvieron lugar en musicales y en obras de género Singspiel.
La gran oportunidad de Maxl Graf llegó en 1961 con su papel en la serie televisiva Die drei Eisbären, una comedia emitida por Bayerischen Rundfunks. Trabajó en varias ocasiones con esa producción, actuando junto a Gustl Bayrhammer y Max Grießer, dándose a conocer a un amplio público. En 1965 obtuvo el papel de Fröschl en la serie televisiva Die seltsamen Methoden des Franz Josef Wanninger, en la que actuaban Beppo Brem y Fritz Straßner. Entre 1969 y 1971 actuó varias veces, con papeles diferentes, en la serie Königlich Bayerisches Amtsgericht. En los años 1970 fue copresentador, junto a Ruth Kappelsberger, Lolita y Carolin Reiber, del show Lustige Musikanten, emitido por ZDF. Además de ello, Graf grabó numerosas discos de canciones populares interpretadas por él.
La carrera del actor parecía haber llegado a su fin cuando tuvo un grave accidente de tráfico en 1975 y sufrió una fractura vertebral cervical. Sin embargo, curó sin secuelas neurológicas y pudo volver a los escenarios unos meses después. 
Además de sus producciones televisivas, Maxl Graf también participó en innumerables producciones radiofónicas. Como cantante, cultivó principalmente la música popular, siendo unas de sus canciones más conocidas Der Fensterputzer Kare. En 1989 participó junto a Sepp Viellechner en el concurso Grand Prix der Volksmusik con la canción Kaum schau i auf'd Uhr is scho Herbst, que alcanzó el séptimo lugar en la ronda preliminar alemana.
En la década de 1990 Maxl Graf enfermó con un cáncer hepático, lo cual le obligó a retirarse. Su último papel fue el de un gendarme en la exitosa serie Der Bergdoktor. El actor falleció en 1996, a los 62 años de edad, en la muniquesa Klinikum Großhadern. Fue enterrado en el Cementerio Westfriedhof de Múnich, en la tumba Nr. 200-A-14a/b. Graf había estado casado con Olga Georgine, con la que tuvo un hijo (Maximilian) y una hija (Christine).

## Filmografía
- 1961 : Die drei Eisbären (telefilm)
- 1961 : Cancan und Bakarole (telefilm)
- 1961 : Du holde Kunst – Szenen um Lieder von Franz Schubert (telefilm)
- 1962 : Der Geisterbräu (telefilm)
- 1962–1963 : Funkstreife Isar 12 (serie TV), 3 episodios
- 1962 : Graf Schorschi (telefilm)
- 1963 : Der Schusternazi (telefilm)
- 1964 : Die Tochter des Bombardon (telefilm)
- 1964 : Kommissar Freytag (serie TV), episodio Dora tanzt – Richard hängt
- 1964 : Die Entwicklungshilfe (telefilm)
- 1964 : Wenn der Hahn kräht (telefilm)
- 1965 : Der alte Feinschmecker (telefilm)
- 1965 : Die Stadterhebung (telefilm)
- 1965 : Alarm in den Bergen (serie TV), episodio Der Raub des heiligen Florian
- 1965–1970 : Die seltsamen Methoden des Franz Josef Wanninger (serie TV), 42 episodios
- 1965 : Die Pfingstorgel (telefilm)
- 1966 : Boni (telefilm)
- 1966 : Die Mieterhöhung (telefilm)
- 1967 : Krach um Jolanthe (telefilm)
- 1968 : Darf ich mal reinkommen? (miniserie TV)[2][3]
- 1969 : Zwischenmahlzeit (serie TV), 3 episodios
- 1969–1971 : Königlich Bayerisches Amtsgericht (serie TV), 14 episodios
- 1969 : Das Wunder des heiligen Florian (telefilm)
- 1970 : Alles für die Katz (telefilm)
- 1970 : Die Drehscheibe (serie TV) 1 episodio
- 1971 : Der Ehestreik (telefilm)
- 1972 : Karl Valentins Lachparade (serie TV)
- 1973 : Die drei Eisbären (telefilm)
- 1973 : Die kleine Welt (telefilm)
- 1974 : Der Kommissar (serie TV), episodio Ein Anteil am Leben
- 1974 : Josef Filser (telefilm)
- 1974 : Am laufenden Band (show TV)
- 1976 : Inspektion Lauenstadt (serie TV), 13 episodios
- 1976 : Dalli Dalli (serie TV), 1 episodio
- 1977 : St. Pauli in St. Peter (telefilm)
- 1977 : Die Jugendstreiche des Knaben Karl
- 1978–1980 : Die unsterblichen Methoden des Franz Josef Wanninger (serie TV)
- 1979 : ... mit besten Empfehlungen (telefilm)
- 1981 : Tipfehler (telefilm)
- 1982 : Das Traumschiff (serie TV), episodio Grenada
- 1983 : Heiratsfieber (telefilm)
- 1984 : Der Senior (telefilm)
- 1985 : Wenn der Hahn kräht (telefilm)
- 1991 : Ein Fall für zwei (serie TV), episodio Schneewalzer
- 1992 : Schöne Geschichten mit Mama und Papa (telefilm)
- 1993 : Der Bergdoktor (serie TV), varios episodios
- 1993 : Chiemgauer Volkstheater (serie TV) episodio Liebe und Blechschaden
- 1995 : Lutz & Hardy (serie TV) episodio Ein Auto verschwindet
- 1995 : Der müde Theodor (telefilm)
- 1995–1996 : Café Meineid (serie TV), 26 episodios
- 1996 : Kriminaltango (serie TV), episodio Freispruch für einen Toten

## Canciones de éxito
Del CD: 7623 / MC: 7624, 1996; Bogner Records;
- Kaum schau i’ auf d’ Uhr (Maxl Graf y Sepp Viellechner)
- Der Tulbeckstrassler
- Der alte Bauernbader
- Bayrisch im 3/4-Takt
- Schwarze Rose von München-Ost
- Mir genga net unter (Maxl Graf y Münchner Sänger)
- So a echter Boarischer Bua (Maxl Graf y Helga Reichel)
- Der Umgang
- Der bayerische Biermarsch
- Der Toni von Leoni
- Der Fensterputzer Kare
- Halt ma z’samm
- Stolz von da Au
- Das bayerische Fremdwörter-Lexikon
- Auf den Bergen wohnt die Freiheit
- Der Fingerhakl-Walzer
- So jung komm’ ma nimma z’samm

Otros títulos:
- I’ bin a Mörtelrührer
- Der Fröschl-Tango
- Krawatt’l-Polka
- Bloß, weil ich ein Münchner bin
- In München steht ein Hofbräuhaus
- Der Schankkellner

## Discografía
Álbumes (selección)
- I’ bin a echter Tulbeckstraßler
- So jung komma nimma z’samm
- Seine größten Erfolge